# アンポーン・ヤーパー
アンポーン・ヤーパー（原語表記:อำพร หญ้าผา、RTGS: Amphon Ya-pha、ラテン翻記:Amporn Hyapha、女性、1985年5月19日 - ）は、タイ王国のバレーボール選手である。タイ王国代表。

## 球歴
- ユニバーシアード代表 - 2013年 カザンユニバーシアード 銅メダル
- シニア代表
  - 2001年 - アジア選手権  銅メダル
  - 2002年 - ワールドグランプリ 8位
  - 2002年 - 世界選手権 17位
  - 2003年 - ワールドグランプリ 9位
  - 2003年 - アジア選手権 4位
  - 2004年 - ワールドグランプリ 10位
  - 2005年 - アジア選手権  6位
  - 2006年 - ワールドグランプリ 11位
  - 2007年 - アジア選手権 銅メダル
  - 2007年 - ワールドカップ 10位
  - 2008年 - ワールドグランプリ 11位
  - 2008年 - アジアカップ選手権 銅メダル
  - 2009年 - ワールドグランプリ 8位
  - 2009年 - アジア選手権 金メダル
  - 2010年 - ワールドグランプリ 10位
  - 2010年 - アジアカップ選手権 銀メダル
  - 2010年 - 世界選手権 13位
  - 2011年 - ワールドグランプリ 6位
  - 2011年 - アジア選手権 4位
  - 2012年 - ワールドグランプリ 4位
  - 2012年 - アジアカップ選手権 金メダル
  - 2013年 - アジア選手権 金メダル

## 所属クラブ履歴
- Sang Som （2005-2006年）
- Federbrau（英語版）（2008-2009年）
- Ere?li Belediye（英語版）（2009?2010年）
- Jakarta electric PLN （2010-2012年）
- Sisaket VC（英語版）（2011-2012年）
- Nakhonnon VC（英語版）（2011-2012年）
- イトゥサチ・バクー （2012-2013年）
- Jakarta Pertamina （2013-2014年）
- Nakhonnon VC （2013-2014年）

## 受賞歴
- 2005年 - アジアクラブ選手権 ベストサーバー
- 2005年 - アジア選手権 ベストサーバー
- 2010年 - アジア競技大会 ベストサーバー